# 紅盤
『紅盤』（べにばん）は、斉藤和義のコンセプト・アルバム。2007年3月21日発売。発売元はSPEEDSTAR RECORDS。規格品番：VICL-62340（DVD付初回盤はVIZL-224）。2009年9月16日にSHM-CDにて限定発売された。規格品番：VICL-70020。

## 解説
先行リリースされたリクルート発行結婚情報誌『ゼクシィ』のCMソング「ウエディング・ソング」とインストゥルメンタル・バージョンを含め、全体に恋愛のストーリー性を持たせた企画アルバム。『紅盤』の由来は、運命の赤い糸の「赤」。
これまでCDシングルのカップリング曲やスタジオ・アルバム内でカバー音源を収録したことはあったが、アルバム1枚をカバー曲中心で構成したのは斉藤和義にとって本アルバムが初めてである。また、楽曲提供曲のセルフカバーも収録されている。
収録曲のうち、「ベリー ベリー ストロング 〜アイネクライネ〜」「君は僕の何を好きになったんだろう」が同年6月にシングルカットされた。「真夏の果実」（ボニ義 名義）は2005年6月22日に発売されたBONNIE PINKのアルバム『REMINISCENCE』からの再録。
初回生産盤のみ、2006年10月20日から12月2日かけて全国9か所10公演行われた“斉藤和義 LIVE TOUR 2006 〜俺たちのロックンロール〜”のライブ映像や「ウエディング・ソング」のミュージック・ビデオ完全版、デジタル写真集を含むDVD付で発売された。また、発売当時のプレス分にはCDパッケージ内に、紅盤スペシャルイベント応募券および「斉藤和義 LIVE TOUR 2007 〜紅 ベリー ストロング〜」のツアー日程が掲載されたフライヤーが封入されている。
ディスクジャケットは2005年12月7日に発売された『白盤』（VICL-61773）・『黒盤』（VICL-61774）同様、タイトル色の下着を着た女性が被写体となっている。本人の姿は歌詞ブックレット内のほか、初回盤ではDVD収録コンテンツを記載した2つ折りミニ・ポスターで見ることができる。
13枚目のオリジナル・アルバム『月が昇れば』と同時発売で、過去のライブ・アルバム4作品と12枚目のオリジナル・アルバム『I ♥ ME』、本アルバム『紅盤』がデジパックかつ特殊なCDプレーヤーでなくても高音質再生が可能とされるスーパー・ハイ・マテリアルCD仕様で限定発売された。ライブ盤は個別発売のほか、CD-BOX『LIVE ALBUM SPECIAL BOX』（VIZL-340）にも収められている。

## 収録曲
| 全編曲: 斉藤和義（#6, 編曲: キセル、#13, Strings: 中川俊郎）。 |                                                                 |                      |             |       |
| #                                                              | タイトル                                                        | 作詞                 | 作曲        | 時間  |
| 1.                                                             | 「ベリー ベリー ストロング 〜アイネクライネ〜」                 | 斉藤和義・伊坂幸太郎 | 斉藤和義    | 6:32  |
| 2.                                                             | 「恋と愛がある国で」                                            | 森雪之丞             | 斉藤和義    | 2:53  |
| 3.                                                             | 「スローなブギにしてくれ (I want you)」                         | 松本隆               | 南佳孝      | 3:53  |
| 4.                                                             | 「ジェラス・ガイ」(日本語詞: 斉藤和義)                          | John Lennon          | John Lennon | 4:19  |
| 5.                                                             | 「君は僕のなにを好きになったんだろう」                          | 一倉宏               | 斉藤和義    | 5:52  |
| 6.                                                             | 「らくだの国」                                                  | 斉藤和義             | 斉藤和義    | 4:10  |
| 7.                                                             | 「天使の遺言」                                                  | 森雪之丞             | 早川義夫    | 4:12  |
| 8.                                                             | 「真夏の果実」(ボニ義 with: BONNIE PINK)                        | 桑田佳祐             | 桑田佳祐    | 4:46  |
| 9.                                                             | 「キャンディ」                                                  | 松本隆               | 原田真二    | 3:30  |
| 10.                                                            | 「ダーリング」                                                  | 阿久悠               | 大野克夫    | 3:59  |
| 11.                                                            | 「ベガ」                                                        | 辻村豪文             | 辻村豪文    | 5:07  |
| 12.                                                            | 「君に会うまでは」                                              | 浜田省吾             | 浜田省吾    | 4:12  |
| 13.                                                            | 「ウエディング・ソング」                                        | 一倉宏               | 斉藤和義    | 4:34  |
| 14.                                                            | 「ウエディング・ソング 〜ブライアン斉藤とメイ和義バージョン〜」 |                      | 斉藤和義    | 4:48  |
| 合計時間:                                                      | 合計時間:                                                       | 合計時間:            | 合計時間:   | 62:47 |

| #   | タイトル                                                                   | 作詞 | 作曲・編曲 |
| --- | -------------------------------------------------------------------------- | ---- | ---------- |
| 1.  | 「真っ赤な海」(LIVE TOUR 2006 〜俺たちのロックンロール〜)                  |      |            |
| 2.  | 「FIRE DOG」(LIVE TOUR 2006 〜俺たちのロックンロール〜)                    |      |            |
| 3.  | 「敗れた傘にくちづけを」(LIVE TOUR 2006 〜俺たちのロックンロール〜)        |      |            |
| 4.  | 「天使の遺言」(LIVE TOUR 2006 〜俺たちのロックンロール〜)                  |      |            |
| 5.  | 「ウエディング・ソング」(LIVE TOUR 2006 〜俺たちのロックンロール〜)        |      |            |
| 6.  | 「歌うたいのバラッド」(LIVE TOUR 2006 〜俺たちのロックンロール〜)          |      |            |
| 7.  | 「俺たちのロックンロール」(LIVE TOUR 2006 〜俺たちのロックンロール〜)      |      |            |
| 8.  | 「透明の翼」(LIVE TOUR 2006 〜俺たちのロックンロール〜)                    |      |            |
| 9.  | 「歩いて帰ろう」(LIVE TOUR 2006 〜俺たちのロックンロール〜)                |      |            |
| 10. | 「グッドモーニング サニーデイ」(LIVE TOUR 2006 〜俺たちのロックンロール〜) |      |            |
| 11. | 「大丈夫」(LIVE TOUR 2006 〜俺たちのロックンロール〜)                      |      |            |
| 12. | 「彼女は言った（END ROLL）」(LIVE TOUR 2006 〜俺たちのロックンロール〜)    |      |            |
| 13. | 「ウエディング・ソング」(MUSIC VIDEO 完全版)                               |      |            |
| 14. | 「LIVE TOUR 2006 〜俺たちのロックンロール〜 デジタル写真集」               |      |            |

## 原曲
- スローなブギにしてくれ (I want you) - 南佳孝の1981年の楽曲で、オリコン年間チャート49位。同名映画の主題歌。
- ジェラス・ガイ - ジョン・レノンの1971年の楽曲。アルバム『イマジン』収録曲。
- 天使の遺言 - 早川義夫の2000年の楽曲。アルバム『歌は歌のないところから聴こえてくる』収録曲。
- 真夏の果実 - サザンオールスターズの1990年の楽曲で、オリコン年間チャート9位。桑田佳祐監督映画『稲村ジェーン』主題歌。
- キャンディ - 原田真二の1977年の楽曲で、オリコン翌1978年の年間チャート48位。
- ダーリング - 沢田研二の1978年の楽曲で、オリコン年間チャート22位。
- ベガ - キセルの2002年の楽曲。アルバム『近未来』収録曲。キセルもSPEEDSTAR RECORDSに所属していたことがある。
- 君に会うまでは - 浜田省吾の1977年の楽曲。1983年に浜田省吾自身がリメイク版を発表している。